# Willi Hellmann
Willi Hellmann (* 14. Dezember 1930 in Wismar) ist ein deutscher ehemaliger Generalinspekteur der Deutschen Volkspolizei (DVP) in der Deutschen Demokratischen Republik (DDR). Er war von 1971 bis 1976 und von 1979 bis 1990 Leiter der Hochschule der Deutschen Volkspolizei „Karl Liebknecht“ in Ost-Berlin und dort Professor für Kriminalistik.

## Leben
Hellmann, Sohn eines Tischlers, erlernte nach dem Abschluss der Volksschule den Beruf des Schiffsmaklers. 1947 trat er in die Freie Deutsche Jugend (FDJ) und 1948 in die Sozialistische Einheitspartei Deutschlands (SED) ein. Im selben Jahr ging er zur Deutschen Volkspolizei (DVP). 1950/51 besuchte er die Zentralschule für Kriminalistik in Arnsdorf bei Dresden und wurde dann Sachbearbeiter bei der Kriminalpolizei des Landes Mecklenburg.
Von 1952 bis 1964 war Hellmann Leiter der Kriminalpolizei des Bezirks Rostock. Von 1955 bis 1960 absolvierte er zusätzlich ein Fernstudium an der Akademie für Staats- und Rechtswissenschaft der DDR und wurde Diplom-Jurist. Von 1963 bis 1968 folgte eine Aspirantur an der Sektion Kriminalistik der Humboldt-Universität Berlin und die Promotion.
1964 wurde Hellmann Erster Stellvertreter des Bezirkschefs der Volkspolizei in Rostock und zum Oberst befördert. 1971 wurde er Leiter der Hochschule der Deutschen Volkspolizei in Berlin und 1973 dort ordentlicher Professor für Kriminalistik. Von 1977 bis 1979 unterbrach er diese Tätigkeit und war Kursant an der Akademie des Ministeriums für Innere Angelegenheiten der Sowjetunion in Moskau.
1987 wurde Hellmann zum Generalleutnant und 1990 zum Generalinspekteur der Volkspolizei befördert. Nach der Deutschen Wiedervereinigung im Oktober 1990 ging Hellmann in Rente.

## Schriften (Auswahl)
- Mein erstes Leben. Ein General der VP erinnert sich, Verlag Das Neue Berlin, 2001, ISBN 3360010264.